# کنه (مشکان)
کنه (مشکان)، روستایی از توابع دهستان دهچاه بخش مشکان شهرستان نی‌ریز در استان فارس ایران است.

## جمعیت
این روستا در دهستان قطرویه قرار دارد و براساس سرشماری مرکز آمار ایران در سال ۱۳۸۵، جمعیت آن زیر سه خانوار بوده‌است.